# Rhodiola amabilis
Rhodiola amabilis är en fetbladsväxtart som först beskrevs av Hideaki Ohba, och fick sitt nu gällande namn av Hideaki Ohba. Rhodiola amabilis ingår i släktet rosenrötter, och familjen fetbladsväxter. Inga underarter finns listade i Catalogue of Life.